# Улица Велещинского (Кронштадт)
Улица Велещинского — улица в Кронштадтском районе Санкт-Петербурга. Пролегает в историческом центре острова, соединяя улицы Карла Маркса и Зосимова. Протяжённость — 470 м.
Названа в честь Павла Иогановича Велещинского, участника Октябрьской революции, рабочего Пароходного завода в Кронштадте.

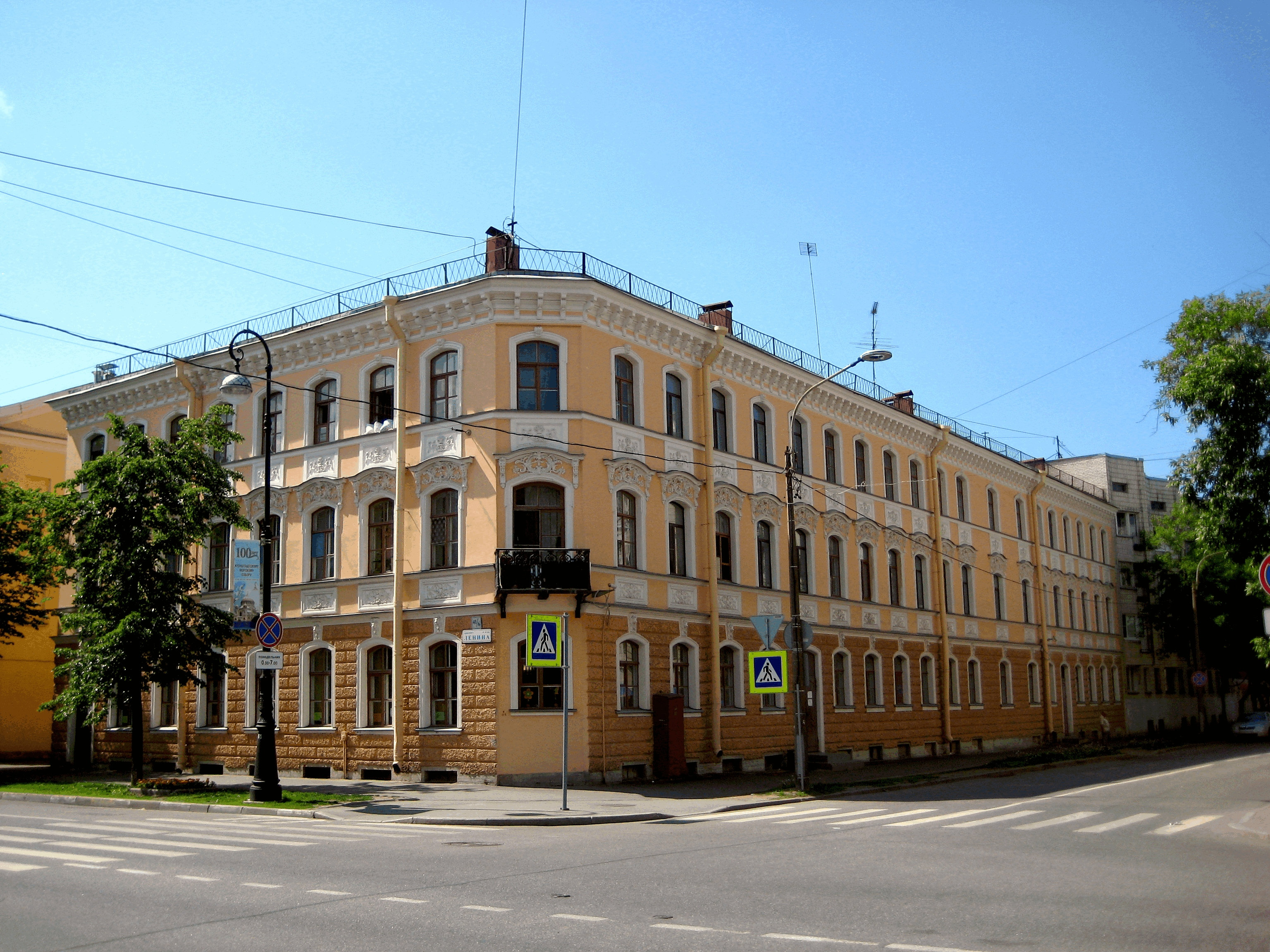
Дом на углу улицы Велещинского и проспекта Ленина

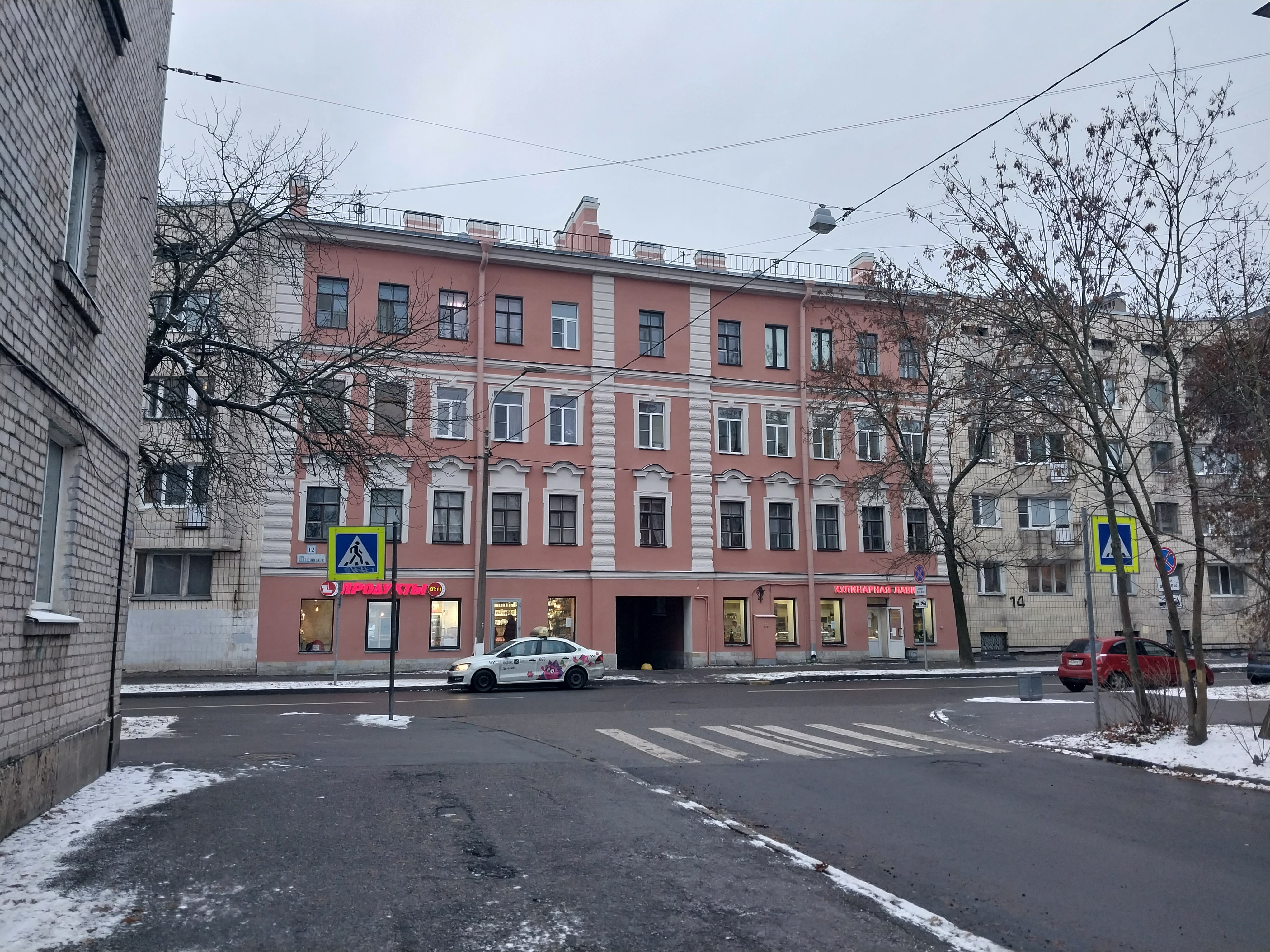
Дом № 12 на улице Велещинского

## Пересечения
- улица Зосимова
- улица Карла Маркса
- улица Юрия Инге
- проспект Ленина
- Посадская улица

## Достопримечательности
- Дом № 9 (улица Юрия Инге, 13) — дом Верещагина, построен в 1807 году, перестроен в середине XIX века[1].

```
 
7830017000
```

- Дом № 12 — Здесь с 1903 года находилась домовая старообрядческая молельня-церковь во имя Казанской иконы Божией матери устроенная кронштадтской купчихой Коноваловой. Она занимала приспособленную под храм обширную 6-ти комнатную квартиру площадью почти 100 м². Церковь существовала на пожертвования прихожан. Её посещали верующие жившие не только в Кронштадте, но и в Ораниенбауме. В числе прихожан были чины флота, Военного и Морского министерств, купцы, ремесленники, рабочие. Церковь прекратила свое существование в 1927 году[2].